# GLX

GLX e AIGLX versus direct rendering.

GLX (iniziali di "OpenGL Extension per X Window System") è il punto di connessione per OpenGL e X Window System: permette ai programmi che desiderano  usare OpenGL, di farlo dentro una finestra fornita dall'X Window System.
GLX è costituito da tre parti:
- Una API che fornisce funzioni OpenGL all'applicazione X Window System.
- Un'estensione del protocollo X, che permette al client (l'applicazione OpenGL) di spedire comandi che fanno richiesta di rendering 3D al server X (il software responsabile della visualizzazione). Il client e il server possono essere eseguiti in computer differenti.
- Un'estensione del server X che riceve i comandi di rendering dal client. Questa estensione o passa i comandi all'hardware accelerato 3D scheda video oppure li renderizza  con un programma che sfrutta le librerie Mesa (metodo più lento).

Se il client e il server sono eseguiti sulla stessa macchina e una scheda grafica accelerata 3D è disponibile con relativi driver, il client e il server possono essere bypassati dalla Direct Rendering Infrastructure (DRI). In questo caso, il programma client può accedere direttamente all'hardware della scheda video.
Molte informazioni riguardo a GLX, possono essere ottenute con il comando "glxinfo". L'utility "glxgears" fornisce una stima approssimata della velocità di rendering 3D.
GLX è stato creato da Silicon Graphics ed è alla versione 1.4. GLX, sia con DRI che con Mesa, è inclusa nelle versioni successive alla X11R6.7.0 di X Window System, e in XFree86 dalla versione 4.0.